# Dolma mosrane
Pour les articles homonymes, voir Dolma.
La dolma mosrane, dolma mesrane, ou mesran mahchi, est une charcuterie traditionnelle algérienne.

## Description
Il s'agit de boyaux farcis à la viande hachée, ail, riz et herbes, telles que persil, coriandre et menthe, des épices comme le cumin, cuits dans une sauce aux pois chiches et aux herbes. Il existe une autre version préparée avec des petits pois qu'on ajoute à la sauce et aussi à la farce avec la viande hachée[réf. nécessaire].